# شان پارکر (بازیکن فوتبال)
شان پارکر (انگلیسی: Sean Parker؛ زادهٔ ۵ سپتامبر ۱۹۹۷) بازیکن فوتبال اهل ایتالیا است.